# Antennas to Hell
Albums de Slipknot
All Hope Is Gone
(2008) .5: The Gray Chapter
(2014)
Antennas to Hell est la première compilation musicale de grands succès du groupe de nu metal américain Slipknot. L'album est commercialisé le 23 juillet 2012 au Royaume-Uni, et le 24 juillet 2012 aux États-Unis par le label Roadrunner Records,,. Le groupe s'inspire du célèbre album post-rock Lift Your Skinny Fists Like Antennas to Heaven, du groupe Godspeed You! Black Emperor, sorti en 2000. L'album présente les meilleurs singles, les préférés des fans et les chansons jouées en concert. La version double-disque de Antennas to Hell présente un CD bonus live de la performance de Slipknot au Download Festival de Donington Park, Angleterre, en 2009. La version triple disque inclut un DVD bonus avec chaque clips vidéo de Slipknot et une compilation de dix nouvelles vidéos intitulée Broadcasts from Hell, créée par Shawn Crahan. Il s'agit du premier album commercialisé par le groupe depuis le décès du bassiste Paul Gray en 2010.

## Accueil
Antennas to Hell est généralement bien accueilli par la presse spécialisée. Rick Florino d'Artistdirect explique que « leurs albums continuent à se perfectionner, contrairement à leurs contemporains, et survivent au nu metal, metalcore, et autres tendances imaginables. [...]. » L'album débute à la 18e place du classement Billboard 200 avec des ventes à plus de 16 000 exemplaires la première semaine,.

## Liste des titres
Toutes les chansons sont écrites et composées par Slipknot.
| Disque 1 : Antennas to Hell | Disque 1 : Antennas to Hell | Disque 1 : Antennas to Hell     | Disque 1 : Antennas to Hell | Disque 1 : Antennas to Hell | Disque 1 : Antennas to Hell | Disque 1 : Antennas to Hell | Disque 1 : Antennas to Hell | Disque 1 : Antennas to Hell | Disque 1 : Antennas to Hell |
| No                          | Titre                       | Album original                  | Durée                       |                             |                             |                             |                             |                             |                             |
| --------------------------- | --------------------------- | ------------------------------- | --------------------------- | --------------------------- | --------------------------- | --------------------------- | --------------------------- | --------------------------- | --------------------------- |
| 1.                          | (sic)                       | Slipknot                        | 3:19                        |                             |                             |                             |                             |                             |                             |
| 2.                          | Eyeless                     | Slipknot                        | 3:56                        |                             |                             |                             |                             |                             |                             |
| 3.                          | Wait and Bleed              | Slipknot                        | 2:27                        |                             |                             |                             |                             |                             |                             |
| 4.                          | Spit It Out                 | Slipknot                        | 2:39                        |                             |                             |                             |                             |                             |                             |
| 5.                          | Surfacing                   | Slipknot                        | 3:38                        |                             |                             |                             |                             |                             |                             |
| 6.                          | People = Shit               | Iowa                            | 3:35                        |                             |                             |                             |                             |                             |                             |
| 7.                          | Disasterpiece               | Iowa                            | 5:08                        |                             |                             |                             |                             |                             |                             |
| 8.                          | Left Behind                 | Iowa                            | 4:01                        |                             |                             |                             |                             |                             |                             |
| 9.                          | My Plague (New Abuse Mix)   | Resident Evil Soundtrack        | 3:02                        |                             |                             |                             |                             |                             |                             |
| 10.                         | The Heretic Anthem (Live)   | Disasterpieces                  | 4:04                        |                             |                             |                             |                             |                             |                             |
| 11.                         | Purity (Live)               | Disasterpieces                  | 4:35                        |                             |                             |                             |                             |                             |                             |
| 12.                         | Pulse of the Maggots        | Vol. 3: (The Subliminal Verses) | 4:24                        |                             |                             |                             |                             |                             |                             |
| 13.                         | Duality                     | Vol. 3: (The Subliminal Verses) | 4:12                        |                             |                             |                             |                             |                             |                             |
| 14.                         | Before I Forget             | Vol. 3: (The Subliminal Verses) | 4:24                        |                             |                             |                             |                             |                             |                             |
| 15.                         | Vermilion                   | Vol. 3: (The Subliminal Verses) | 5:25                        |                             |                             |                             |                             |                             |                             |
| 16.                         | Sulfur                      | All Hope Is Gone                | 4:37                        |                             |                             |                             |                             |                             |                             |
| 17.                         | Psychosocial                | All Hope Is Gone                | 4:43                        |                             |                             |                             |                             |                             |                             |
| 18.                         | Dead Memories               | All Hope Is Gone                | 4:27                        |                             |                             |                             |                             |                             |                             |
| 19.                         | Snuff                       | All Hope Is Gone                | 4:40                        |                             |                             |                             |                             |                             |                             |
| 77:07                       |                             |                                 |                             |                             |                             |                             |                             |                             |                             |

| Disque 2 : (sic)nesses: Live At The Download Festival, 2009 | Disque 2 : (sic)nesses: Live At The Download Festival, 2009 | Disque 2 : (sic)nesses: Live At The Download Festival, 2009 | Disque 2 : (sic)nesses: Live At The Download Festival, 2009 | Disque 2 : (sic)nesses: Live At The Download Festival, 2009 | Disque 2 : (sic)nesses: Live At The Download Festival, 2009 | Disque 2 : (sic)nesses: Live At The Download Festival, 2009 | Disque 2 : (sic)nesses: Live At The Download Festival, 2009 | Disque 2 : (sic)nesses: Live At The Download Festival, 2009 | Disque 2 : (sic)nesses: Live At The Download Festival, 2009 |
| No                                                          | Titre                                                       | Durée                                                       |                                                             |                                                             |                                                             |                                                             |                                                             |                                                             |                                                             |
| ----------------------------------------------------------- | ----------------------------------------------------------- | ----------------------------------------------------------- | ----------------------------------------------------------- | ----------------------------------------------------------- | ----------------------------------------------------------- | ----------------------------------------------------------- | ----------------------------------------------------------- | ----------------------------------------------------------- | ----------------------------------------------------------- |
| 1.                                                          | (sic)                                                       | 3:45                                                        |                                                             |                                                             |                                                             |                                                             |                                                             |                                                             |                                                             |
| 2.                                                          | Eyeless                                                     | 4:11                                                        |                                                             |                                                             |                                                             |                                                             |                                                             |                                                             |                                                             |
| 3.                                                          | Wait and Bleed                                              | 2:46                                                        |                                                             |                                                             |                                                             |                                                             |                                                             |                                                             |                                                             |
| 4.                                                          | Get This                                                    | 4:05                                                        |                                                             |                                                             |                                                             |                                                             |                                                             |                                                             |                                                             |
| 5.                                                          | Before I Forget                                             | 4:23                                                        |                                                             |                                                             |                                                             |                                                             |                                                             |                                                             |                                                             |
| 6.                                                          | Sulfur                                                      | 4:17                                                        |                                                             |                                                             |                                                             |                                                             |                                                             |                                                             |                                                             |
| 7.                                                          | The Blister Exists                                          | 5:25                                                        |                                                             |                                                             |                                                             |                                                             |                                                             |                                                             |                                                             |
| 8.                                                          | Dead Memories                                               | 4:04                                                        |                                                             |                                                             |                                                             |                                                             |                                                             |                                                             |                                                             |
| 9.                                                          | Left Behind                                                 | 3:23                                                        |                                                             |                                                             |                                                             |                                                             |                                                             |                                                             |                                                             |
| 10.                                                         | Disasterpiece                                               | 5:00                                                        |                                                             |                                                             |                                                             |                                                             |                                                             |                                                             |                                                             |
| 11.                                                         | Vermilion                                                   | 6:16                                                        |                                                             |                                                             |                                                             |                                                             |                                                             |                                                             |                                                             |
| 12.                                                         | Everything Ends                                             | 4:42                                                        |                                                             |                                                             |                                                             |                                                             |                                                             |                                                             |                                                             |
| 13.                                                         | Psychosocial                                                | 5:07                                                        |                                                             |                                                             |                                                             |                                                             |                                                             |                                                             |                                                             |
| 14.                                                         | Duality                                                     | 4:46                                                        |                                                             |                                                             |                                                             |                                                             |                                                             |                                                             |                                                             |
| 15.                                                         | People = Shit                                               | 5:05                                                        |                                                             |                                                             |                                                             |                                                             |                                                             |                                                             |                                                             |
| 16.                                                         | Surfacing                                                   | 4:21                                                        |                                                             |                                                             |                                                             |                                                             |                                                             |                                                             |                                                             |
| 17.                                                         | Spit It Out                                                 | 7:11                                                        |                                                             |                                                             |                                                             |                                                             |                                                             |                                                             |                                                             |
| 78:47                                                       |                                                             |                                                             |                                                             |                                                             |                                                             |                                                             |                                                             |                                                             |                                                             |

| No  | Titre                     | Durée |
| --- | ------------------------- | ----- |
| 1.  | Spit It Out               | 3:00  |
| 2.  | Surfacing                 | 3:57  |
| 3.  | Wait and Bleed            | 3:04  |
| 4.  | Wait and Bleed (animated) | 3:20  |
| 5.  | Scissors                  | 8:23  |
| 6.  | Left Behind               | 3:38  |
| 7.  | My Plague                 | 2:57  |
| 8.  | People = Shit (Live)      | 3:39  |
| 9.  | The Heretic Anthem (Live) | 4:02  |
| 10. | Duality                   | 3:34  |
| 11. | Vermilion                 | 4:15  |
| 12. | Vermillion Pt. 2          | 3:52  |
| 13. | Before I Forget           | 4:02  |
| 14. | The Nameless (Live)       | 4:48  |
| 15. | The Blister Exists        | 5:36  |
| 16. | Psychosocial              | 5:02  |
| 17. | Dead Memories             | 4:58  |
| 18. | Sulfur                    | 5:03  |
| 19. | Snuff                     | 6:11  |
| 20. | Psychosocial (Live)       | 4:43  |
| 21. | Broadcasts from Hell      |       |

## Classements
| Classements (2012)                      | Meilleure position |
| --------------------------------------- | ------------------ |
| Media Control Charts                    | 10                 |
| ARIA Charts                             | 16                 |
| Ö3 Austria Top 40                       | 10                 |
| Ultratop (Flandre)                      | 32                 |
| Ultratop (Wallonie)                     | 43                 |
| Canadian Albums Chart                   | 22                 |
| Finland's Official List                 | 13                 |
| SNEP                                    | 86                 |
| Irish Albums Chart                      | 44                 |
| Federazione Industria Musicale Italiana | 27                 |
| MegaCharts                              | 79                 |
| Sverigetopplistan                       | 14                 |
| Swiss Music Charts                      | 23                 |